# Perőcsény
Perőcsény ist eine ungarische  Gemeinde im Kreis Szob im Komitat Pest. 

## Geografische Lage
Perőcsény liegt an der Grenze zur Slowakei an dem Fluss Ipoly, 20 Kilometer nördlich der Kreisstadt Szob. Die höchste Erhebung auf dem Gemeindegebiet ist der im südöstlichen Teil gelegene 916 Meter hohe Berg Magas-fa, der auch Tátralátó genannt wird. Nachbargemeinden sind Tésa, Kemence, Nagybörzsöny und Vámosmikola. Jenseits der Grenze liegt die slowakische Gemeinde Ipeľský Sokolec.

## Geschichte
In einer Urkunde aus dem Jahr 1398 wurde der Ort Pereuchean genannt. Im Jahr 1913 gab es in der damaligen Kleingemeinde 249 Häuser und 1180 Einwohner auf einer Fläche von 7040 Katastraljochen. Sie gehörte zu dieser Zeit zum Bezirk Vámosmikola im Komitat Hont. 

## Sehenswürdigkeiten
- Reformierte Kirche, ursprünglich im 14. Jahrhundert im gotischen Stil erbaut, im 18. Jahrhundert im barocken und in der zweiten Hälfte des 19. Jahrhunderts im romantischen Stil umgebaut
- Skulptur Vízöntő lány
- Weltkriegsdenkmal

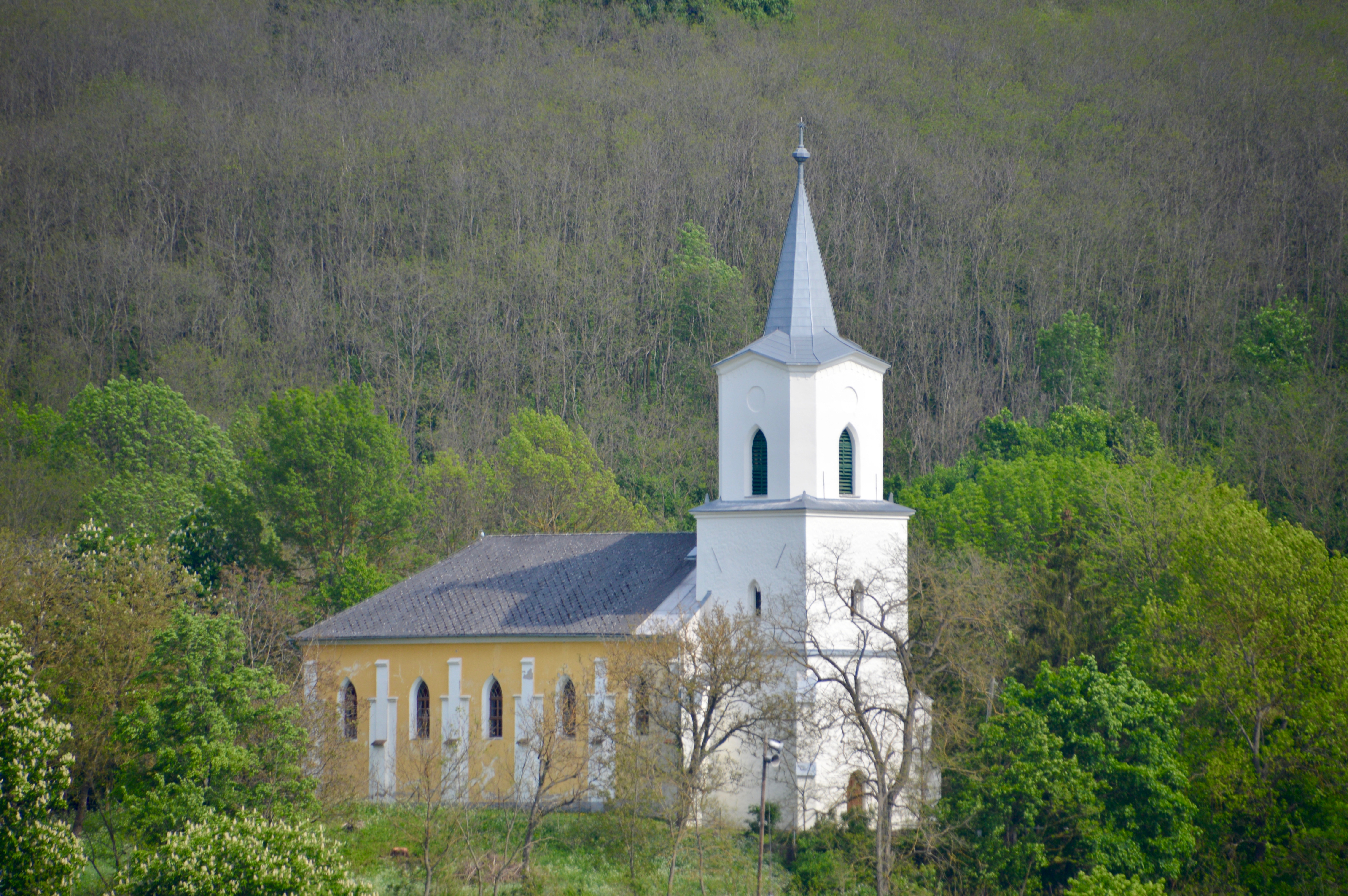
Reformierte Kirche
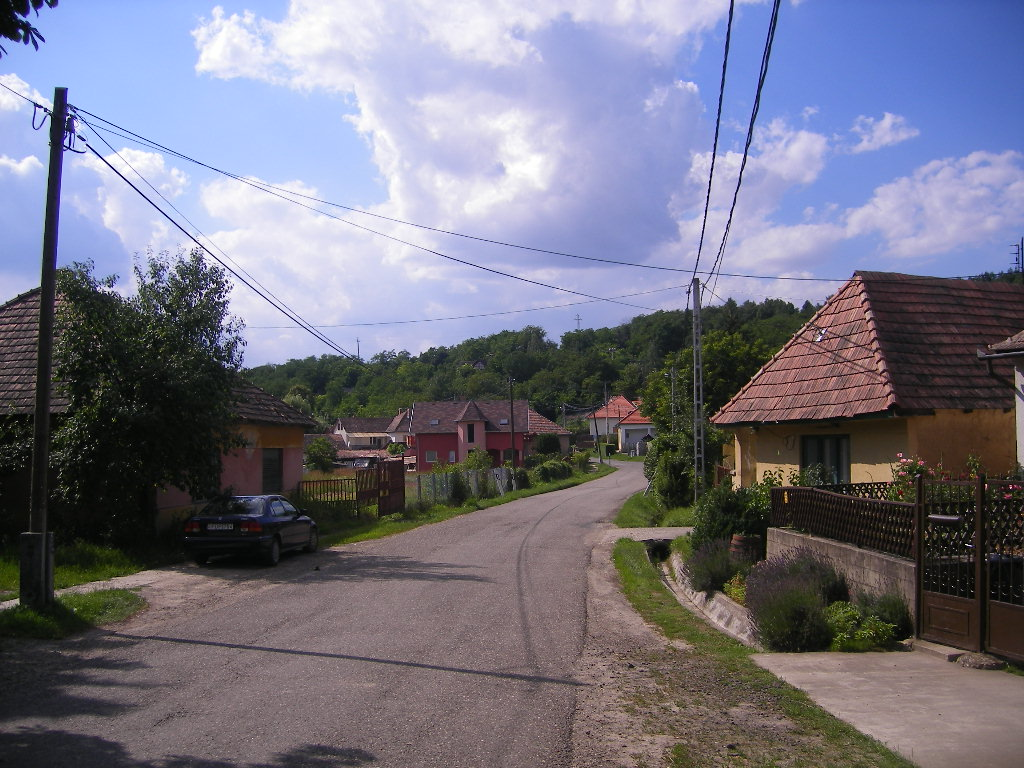
Kossuth Lajos utca
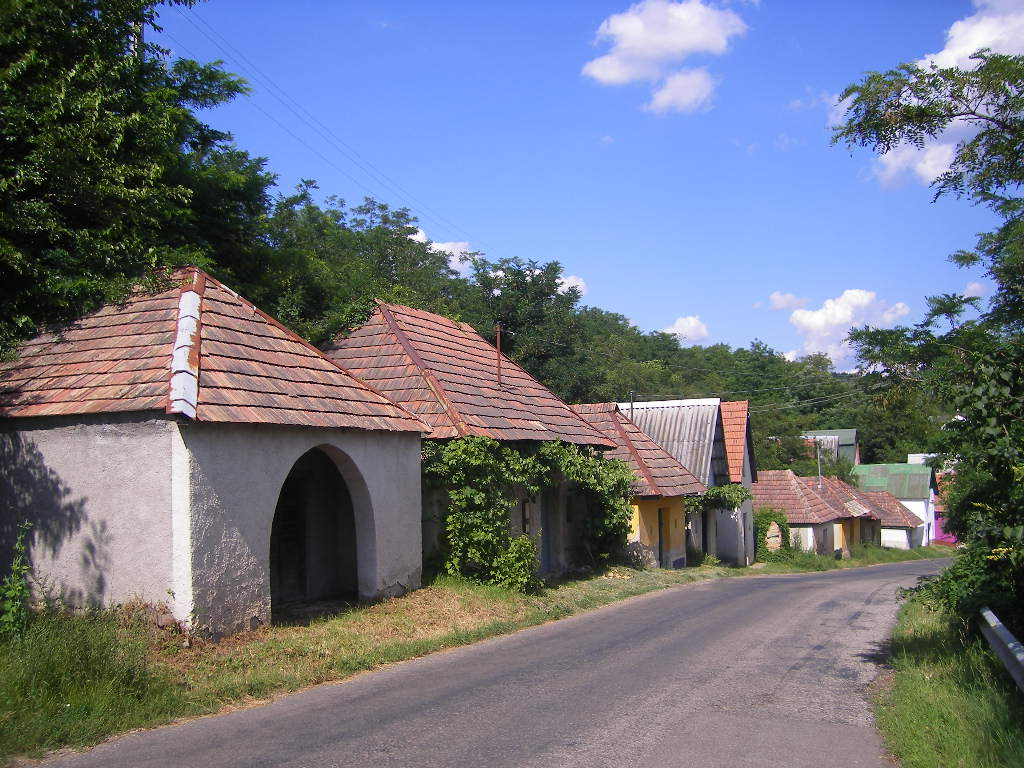
Weinkeller
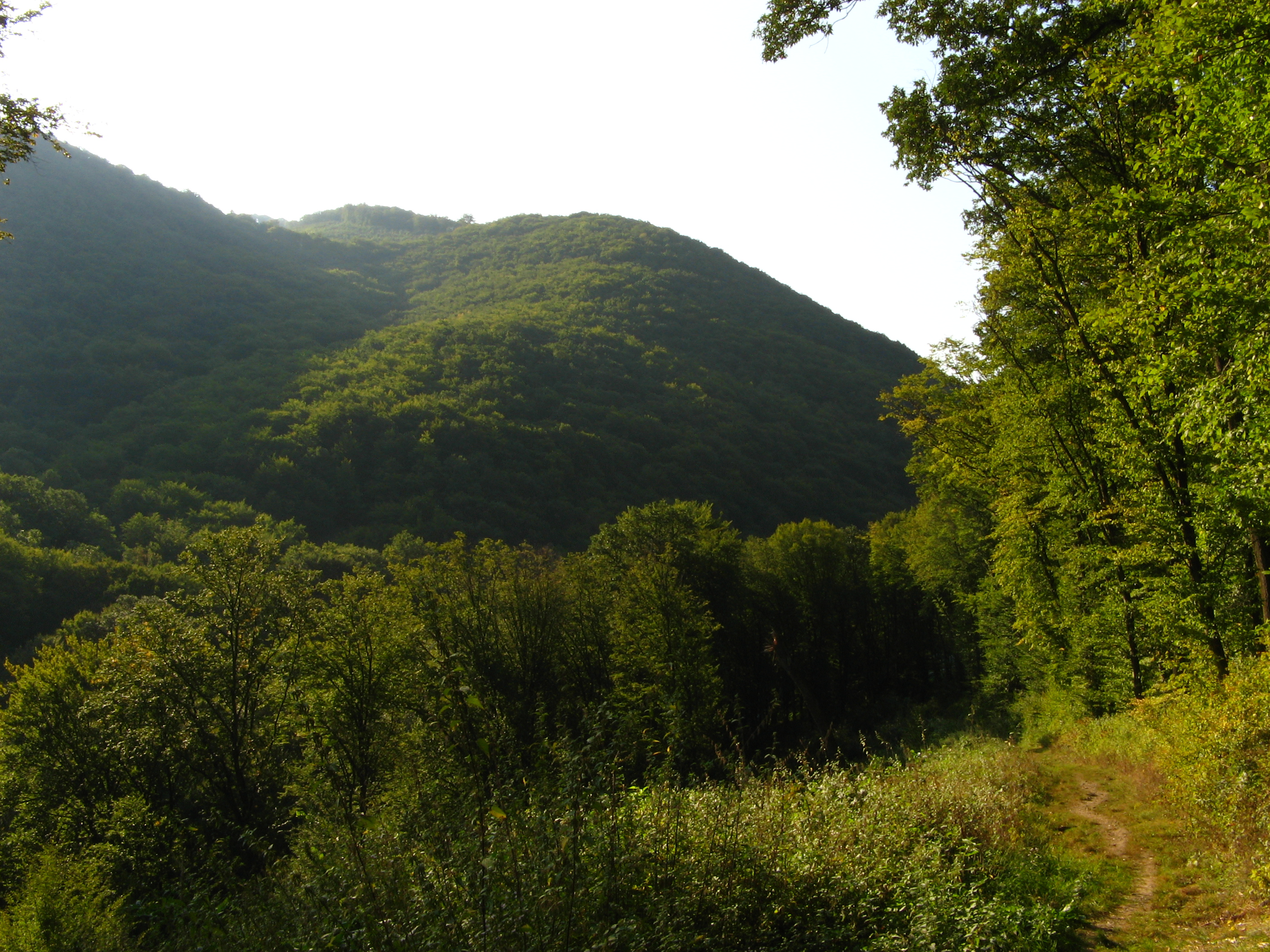
Waldgebiet südöstlich des Ortes

## Verkehr
Durch das Gemeindegebiet verläuft die Landstraße Nr. 1201, von der die Nebenstraße Nr. 12115 in den Ort führt. Es bestehen Busverbindungen über Bernecebaráti und Hont nach Drégelypalánk sowie über Ipolytölgyes, Letkés und Ipolydamásd nach Szob, wo sich der nächstgelegene Bahnhof befindet.